# Badminton 1946
Höhepunkte des Badmintonjahres 1946 waren die Denmark Open und die French Open. Der nationale und auch internationale Spielbetrieb wurde in mehreren Ländern wieder aufgenommen.
==Internationale Veranstaltungen ==
| Veranstaltung | Herreneinzel   | Dameneinzel   | Herrendoppel                   | Damendoppel                    | Mixed                         |
| ------------- | -------------- | ------------- | ------------------------------ | ------------------------------ | ----------------------------- |
| Denmark Open  | Conny Jepsen   | Tonny Ahm     | Preben Dabelsteen Jørn Skaarup | Tonny Ahm Kirsten Thorndahl    | Tage Madsen Kirsten Thorndahl |
| French Open   | Henri Pellizza | Jean Bardsley | Michel Marret Henri Pellizza   | Yvonne Girard Madeleine Girard | Yves Baudoin Yvonne Girard    |

==Nationale Meisterschaften==
| Veranstaltung | Herreneinzel  | Dameneinzel    | Herrendoppel                   | Damendoppel                     | Mixed                         |
| ------------- | ------------- | -------------- | ------------------------------ | ------------------------------- | ----------------------------- |
| Dänemark      | Tage Madsen   | Tonny Olsen    | Jørn Skaarup Preben Dabelsteen | Agnete Friis Tonny Olsen        | Tage Madsen Kirsten Thorndahl |
| Indien        | Prakash Nath  | Mumtaj Chinoy  | George Lewis Devinder Mohan    | Frenee Talyarkhan Mumtaj Chinoy | Prakash Nath Sunder Deodhar   |
| Schweden      | Helge Paulsen | Amy Pettersson | Nils Jonson Lars Carlsson      | Thyra Hedvall Märtha Sköld      | Nils Jonson Kerstin Bergström |